# Catedral de San Vito (Praga)

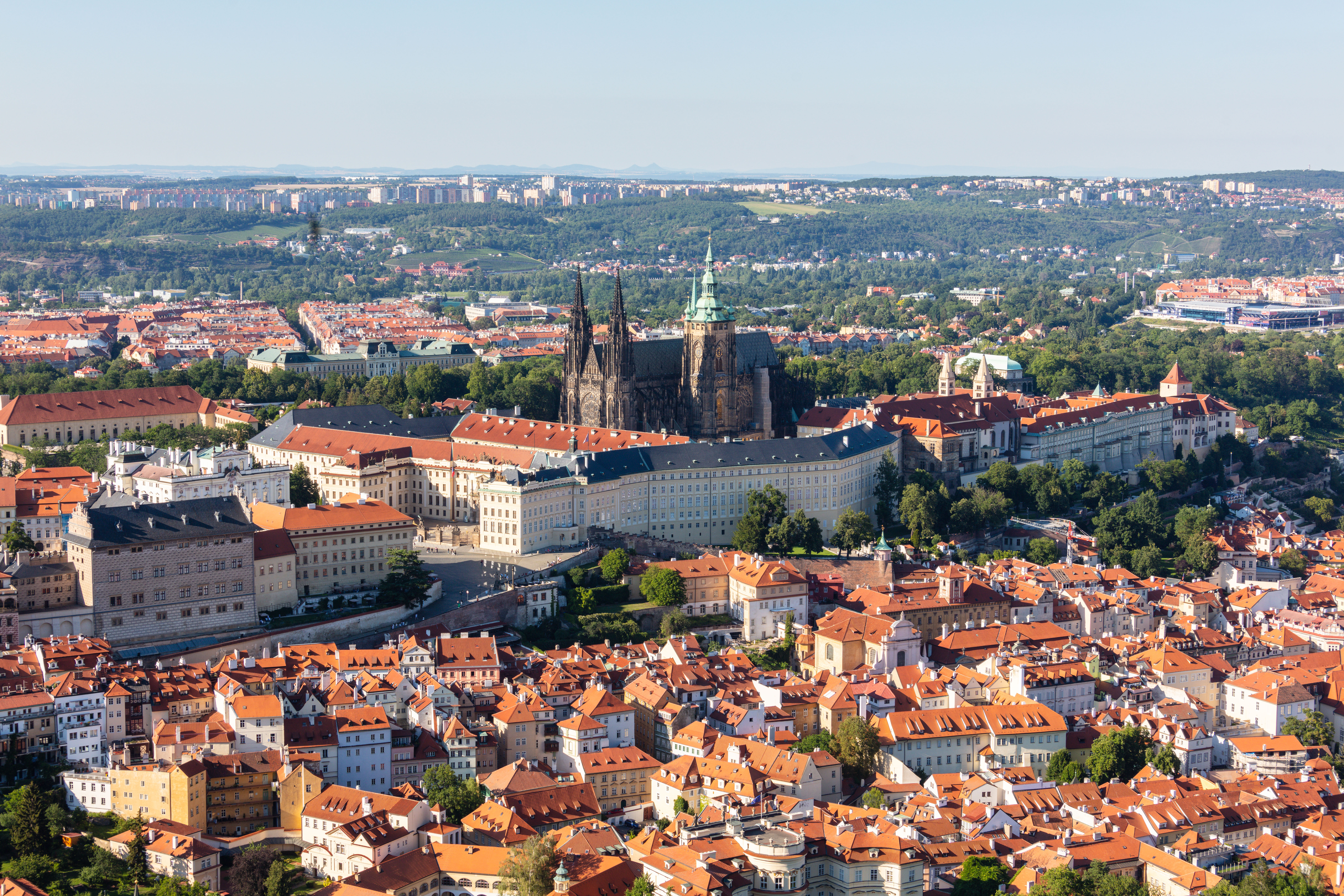
Catedral de San Vito, en el interior del recinto del castillo de Praga.

Vista del lado sur: la torre principal y la puerta Dorada.

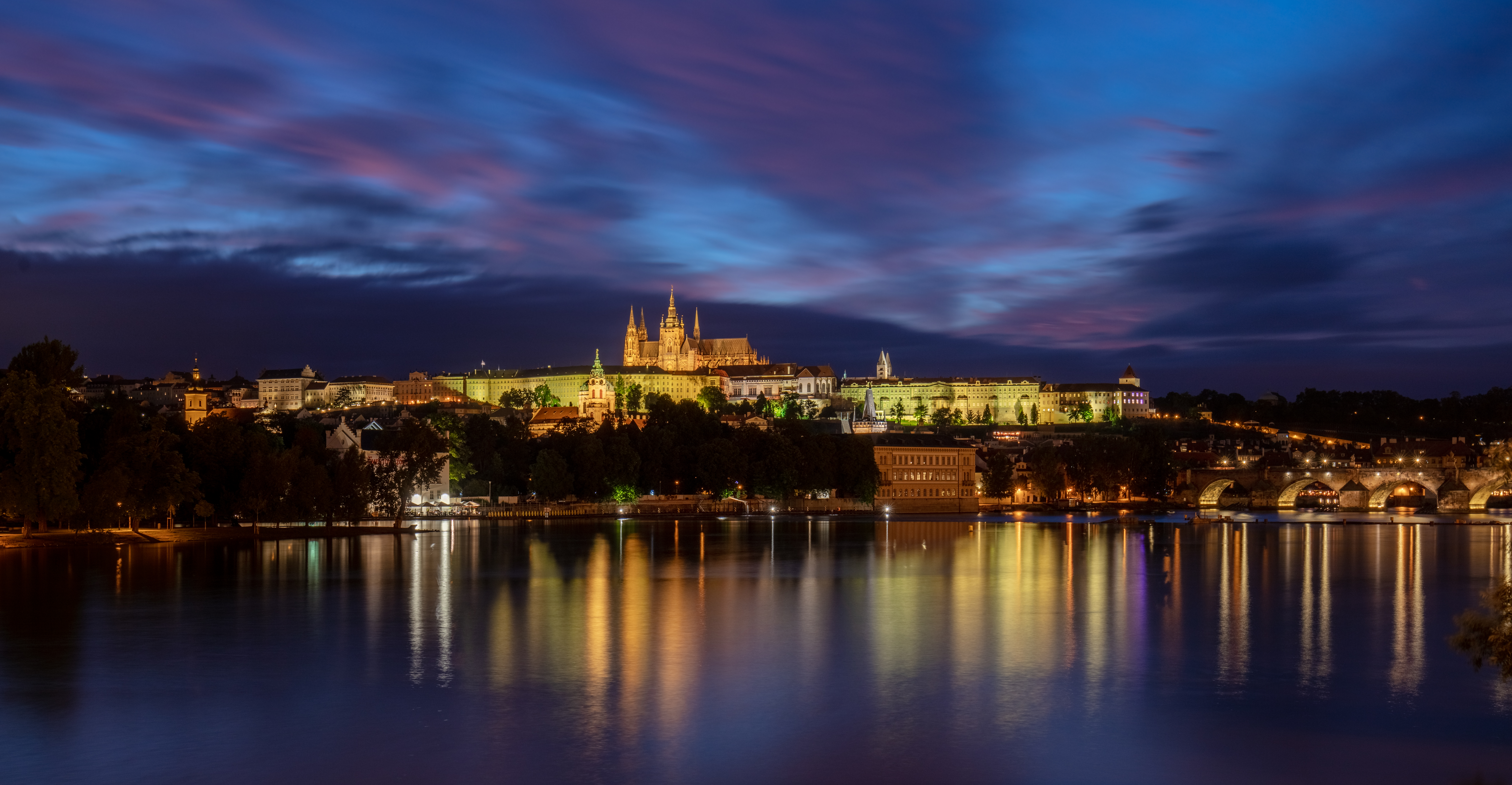
La catedral y el castillo junto al río Moldava.

La catedral de San Vito (en checo: Chrám svatého Víta o Katedrála Svatého Víta) es un templo dedicado al culto católico situado en la ciudad de Praga (República Checa). Forma parte del conjunto artístico monumental del Castillo de Praga y es la mayor muestra del Arte gótico de la ciudad. Desde 1989 está dedicada a San Vito, San Venceslao y San Adalberto. Ha sido el escenario de la coronación de todos los reyes de Bohemia y en ella se encuentran también enterrados todos los santos obispos y arzobispos y un buen número de reyes. La catedral, aunque católica, es de propiedad estatal desde el inicio de su construcción en el siglo XIV. Es la catedral de la arquidiócesis de Praga.

## Historia
La catedral de San Vito es el símbolo de Praga y de toda la República Checa, tanto por su historia tempestuosa como por su valor artístico. Fue la culminación de las reivindicaciones de los reyes de Bohemia que quisieron convertir la diócesis de Praga en arzobispado. La primera piedra fue colocada el 21 de noviembre de 1344 por el arzobispo de Praga, Ernesto de Pardubice, en presencia del rey Juan de Luxemburgo y de sus hijos, Carlos (futuro Carlos IV de Bohemia) y Juan. Se erigió en el mismo solar en el que antiguamente se hallaban una rotonda románica y una basílica dedicadas, asimismo, a San Vito, de las que todavía quedan restos. El proyecto fue diseñado por el arquitecto francés Matías de Arrás, que se inspiró en el inicial arte gótico francés, tomando como modelo las catedrales de Toulouse y Narbona. De hecho, la catedral de San Vito es una de las últimas muestras importantes de esta corriente artística.
Arras fallece en 1352 y las obras permanecieron sin ningún maestro de obras hasta que en 1356, fue nombrado Peter Parler. Más tarde la construcción sería dirigida por los hijos de Peter Parler, Jan y Václay. Estos nuevos arquitectos imprimieron a la catedral un estilo inspirado en el gótico alemán pero dándole, asimismo, su impronta personal, puesta de manifiesto en el coro, la capilla de San Segismundo y la sacristía que fueron terminadas por ellos. De esta época cabe destacar las complejas bóvedas, solo comparables a las de las catedrales inglesas.
En 1419 se interrumpieron los trabajos a causa de la rebelión husita. Los husitas, contrarios a la veneración de los santos y a las muestras de opulencia propias de la Iglesia católica, saquearon la catedral e hicieron coronar al rey Segismundo en el nuevo templo.
En 1485 la corte volvió al castillo de Praga y se empezó a restaurar la Catedral. Se construyó un nuevo Oratorio Real, obra de Hans Spiesz, símbolo de la soberanía del rey, que se terminó en 1490. Las escenas de la leyenda de San Wenceslao se concluyeron en 1509 para la coronación del rey Luis Jagellon.
En 1526 Fernando I de Habsburgo se convirtió en el primer Habsburgo coronado como rey de Bohemia. De esta época data la Galería de la Música, obra de Bonifacio Wolmut, de estilo manierista, con bóvedas neogóticas, así como la capilla de San Adalberto que posteriormente fue destruida. En 1566 Maximiliano II de Habsburgo encargó el Panteón Real dedicado a la Casa de Habsburgo y a sus predecesores en el trono de Bohemia, se terminó en 1589.
El 23 de mayo de 1618 se produjo la defenestración de Praga, que daría comienzo a la Guerra de los Treinta Años. En 1619 los radicales calvinistas causaron grandes desperfectos en la catedral que tuvo que volver a consagrarse en febrero de 1621, después de la derrota checa en la batalla de la Montaña Blanca. Gaspar Bechteler talló los relieves de madera que conmemoran la defenestración y sus consecuencias.
En 1644 Leopoldo Guillem, obispo de Olomue, hizo restaurar un candelabro románico de la capìlla de San Juan Bautista que, supuestamente, procedía del Templo de Jerusalén.
Con la llegada del barroco, el emperador Leopoldo I de Habsburgo colocó la primera piedra de una nave diseñada por Giovanni Domenico Orsi, pero las obras tuvieron que interrumpirse en 1675 por falta de presupuesto. De la misma forma fracasó el proyecto de Johann F. Schor. De esta época datan las estatuas de los santos patronos checos que hay en la capilla de San Juan de Nepomuceno, obra de Rinaldo Ranzoni, el retablo de San Segismundo de Frantisek Weis y la tumba de San Juan de Nepomuceno, obra maestra de Antonio Corradini.

## Terminación en los siglosXIXyXX

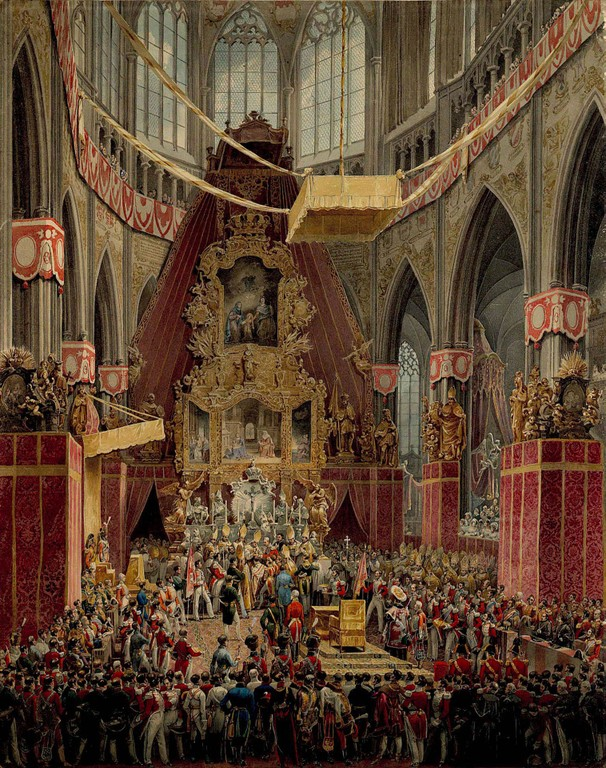
Coronación del rey Fernando V de Bohemia en 1836

En 1844, Václav Pešina, un enérgico canónigo de San Vito, junto con el arquitecto neogótico Josef Kranner presentó un programa para la renovación y terminación de la gran catedral en la reunión de arquitectos alemanes en Praga. El mismo año se formó una sociedad bajo el nombre completo «Unión para la terminación de la Catedral de San Vito en Praga», cuyo objetivo era reparar, completar y eliminar la estructura de «todo lo mutilado y estilísticamente hostil». Josef Kranner dirigió el trabajo de 1861 a 1866 que consistió principalmente en reparaciones, eliminando decoraciones barrocas consideradas innecesarias y restaurando el interior.  empezó los trabajos restaurando el presbiterio del que eliminó gran parte de los añadidos barrocos. Con motivo del retorno a Praga de las Joyas de la Corona Checa, se reformó la Cámara de la Corona; paralelamente se finalizaron las obras de la bóveda principal y de la fachada occidental. En 1870, los trabajadores finalmente sentaron las bases de la nueva nave, y en 1873, después de la muerte de Kramer, el arquitecto Josef Mocker asumió el control de la reconstrucción. Diseñó la fachada occidental en un típico estilo gótico clásico con dos torres, y el mismo diseño fue adoptado, después de su muerte, por el tercer y último arquitecto de restauración, Kamil Hilbert.
En la década de 1920, el escultor Vojtěch Sucharda trabajó en la fachada, y el famoso pintor checo de Art Nouveau, Alfons Mucha, decoró las nuevas ventanas en la parte norte de la nave. Frantisek Kysela diseñó el rosetón en 1925-1927, que representa escenas de la historia bíblica de la creación. En el momento del jubileo de San Wenceslao en 1929, la catedral de San Vito finalmente se terminó, casi 600 años después de que comenzase. A pesar de que toda la mitad occidental de la catedral es una adición neogótica, gran parte del diseño y los elementos desarrollados por Peter Parler se utilizaron en la restauración, lo que le da a la catedral en su conjunto un aspecto armonioso y unificado.

## Estancias

### Fachada Oeste

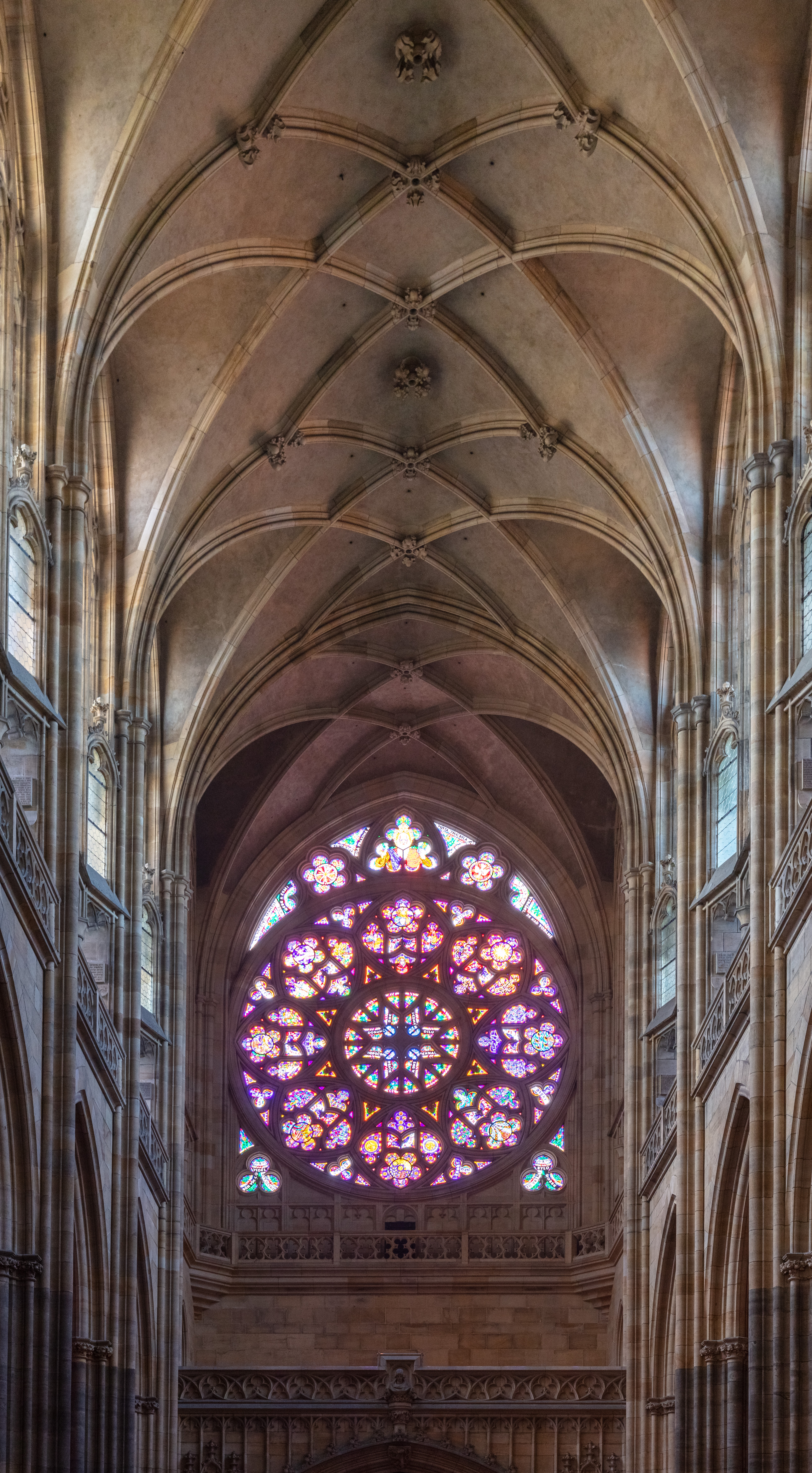
Rosetón.

De estilo neogótico fue la primera que se terminó. Está decorada con estatuas de catorce santos, la del rey Carlos IV y una de sus arquitectos. Los portalones de bronce realizados por Otakar Sapniel, se construyeron en 1927. En total son tres puertas: en el central se halla representada la construcción de la catedral, en el de la derecha: la vida de San Adalberto y en la de la izquierda que, desde 1929 es la fachada principal, la vida de San Wenceslao. El rosetón fue diseñado por Frantisek Kysela en 1928, y representa la Creación. Las dos grandes torres de la fachada principal responden a una factura que claramente recibe influencias de la gran catedral gótica de Burgos.[cita requerida]

### Fachada Sur y Puerta Dorada

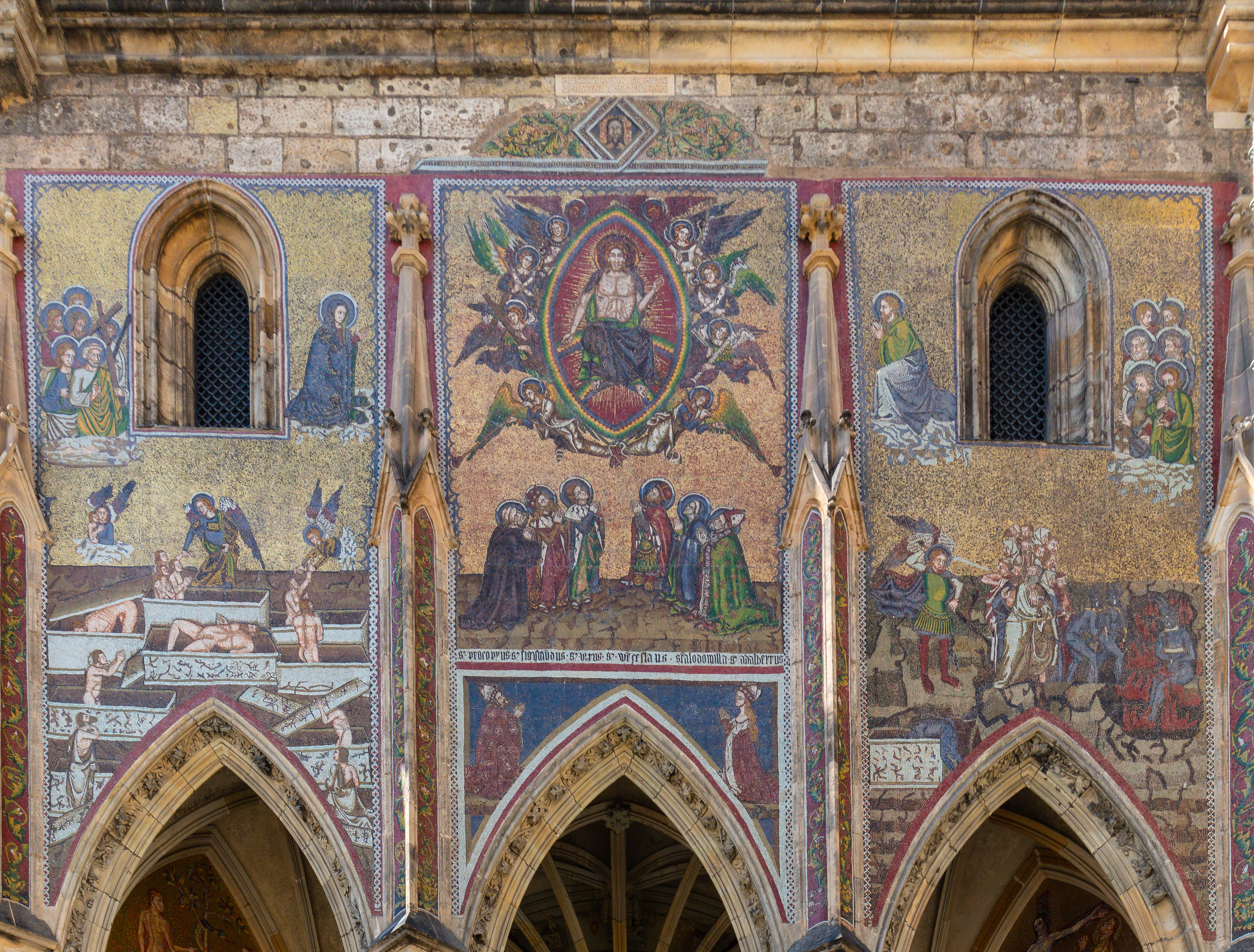
Mosaico del Juicio Final.

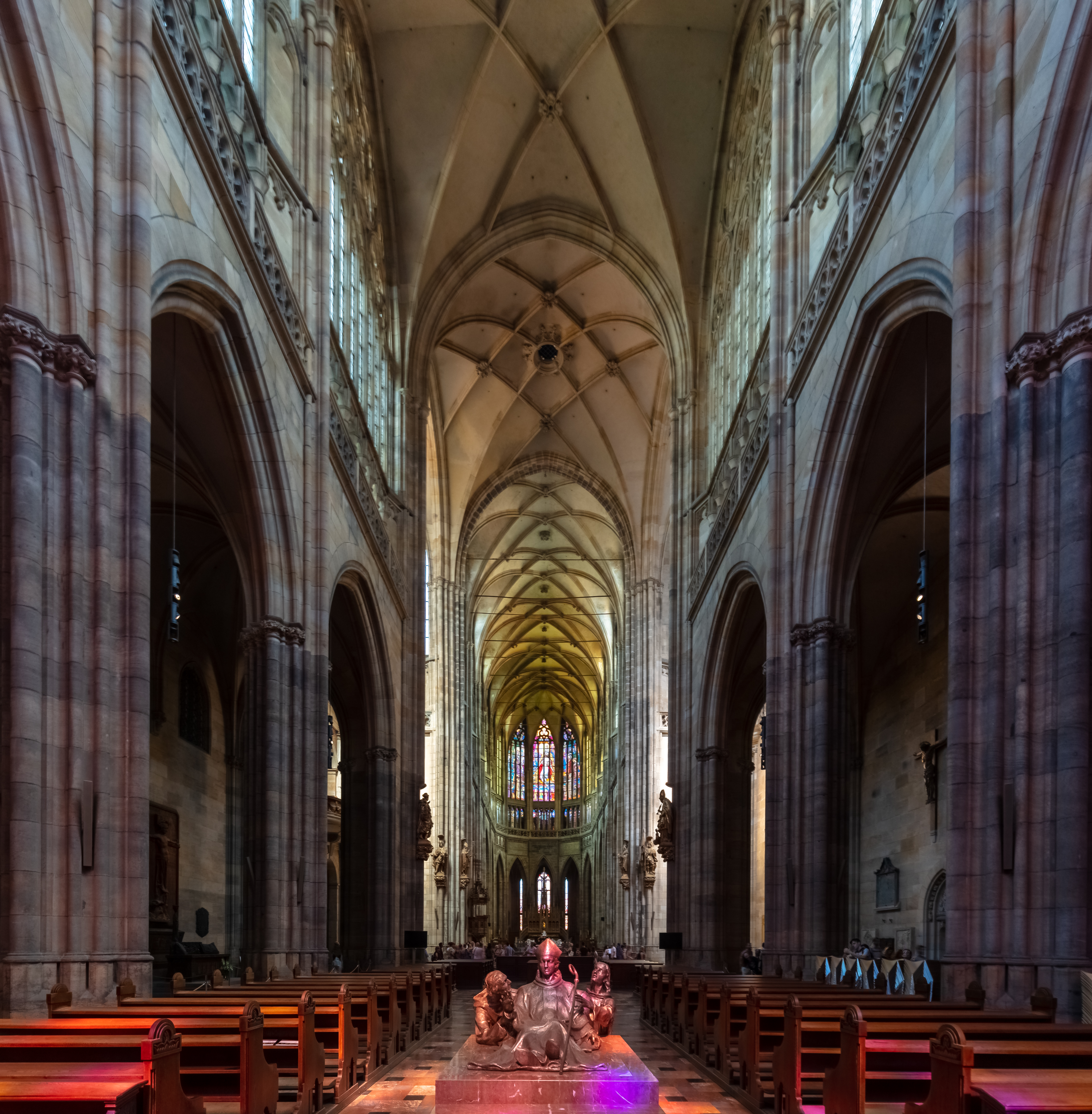
Vista general de la nave.

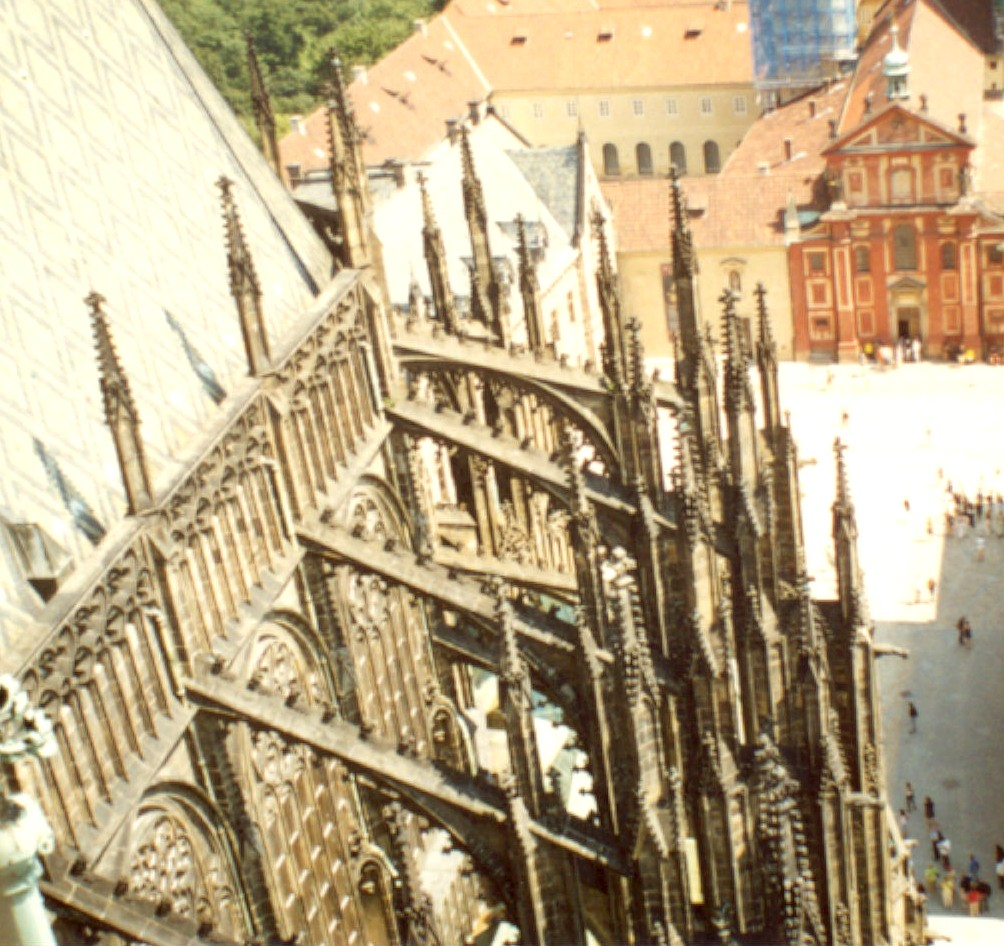
Cubierta, arbotantes y pináculos (Vista desde la torre principal).

Durante cinco siglos, la fachada Sur fue la entrada principal de la catedral. En ella destaca la Puerta Dorada que debe su nombre al fondo rojo y dorado de los mosaicos venecianos, obra de Niccoletto Semitecolo, y en la que se representa el Juicio Final, obra excepcional en la Europa Occidental. En el centro de estos mosaicos se puede distinguir la figura de Jesucristo sobresaliendo en medio de los seis santos patronos de la República Checa. A ambos lados de Jesucristo se hallan representadas las ánimas salvadas y las condenadas. En ellas se puede reconocer al rey Carlos IV y a su última esposa Isabel de Pomerania. Para su realización se necesitaron más de 40.000 piezas. En 1967 y 1980 se intentaron restaurar sin llegar a lograrlo.
La torre principal, situada en esta fachada, fue construida en 1770 por Peter Parler. Tiene 99 m de altura y está coronada por una cúpula renacentista de Pacassi. La balaustrada es obra de Hans de Tirol y B. Wohlmüt y, lo mismo que la cúpula, es de estilo renacentista.

### Planta
La catedral de San Vito presenta una planta de tres naves con un transepto, deambulatorio y capillas. Es la obra maestra de Peter Parler que introdujo modificaciones e innovaciones en el proyecto de Matías Arras.

### Altar Mayor
Construido por J. Kranner entre 1868 y 1873, es de estilo neogótico, pero conserva detalles renacentistas del siglo XVII. Los relieves de madera fueron realizados por K. Bendl entre los años 1625 y 1650. El de la izquierda representa la huida de un rey de un invierno y el de la derecha una vista de Praga del año 1620.

### Tumba de San Juan de Nepomuceno
La tumba de San Juan Nepomuceno fue construida en 1736, es de plata y sus orfebres fueron Joseph Emanuel Fischer von Erlach, Antonio Corradini y Jan Josef Würt. Fue encargada por Carlos VI y financiada por suscripción popular. La dinámica de la obra remarca la apoteosis del santo. En este mismo lugar se encuentran las tumbas de catorce obispos de Praga. Es una de las pocas obras barrocas de la catedral que han quedado intactas hasta hoy. Su altura es de cinco metros.
En la capilla que hay frente a la tumba, destaca el altar con cuatro bustos de plata, los patrones checos, realizados en 1699 por Rinaldo Ranzoni.

### Panteón Real
Al Panteón Real se accede por la Capilla de la Santa Cruz. En este rincón todavía pueden verse los restos de la antigua Rotonda de San Vito que se hallaba en el lugar que hoy ocupa la Catedral. En el Panteón Real se encuentran los restos de Carlos IV de Bohemia, sus hijos y su mujer; los del rey Wenceslao IV, Ladislao el Póstumo, Jorge de Podiebrad, Rodolfo II y María Amelia, hija de la emperatriz María Teresa de Habsburgo. Los sarcófagos fueron restaurados en 1935 por Kamil Roskot, siguiendo la impronta del arte contemporáneo checo.

### Oratorio Real

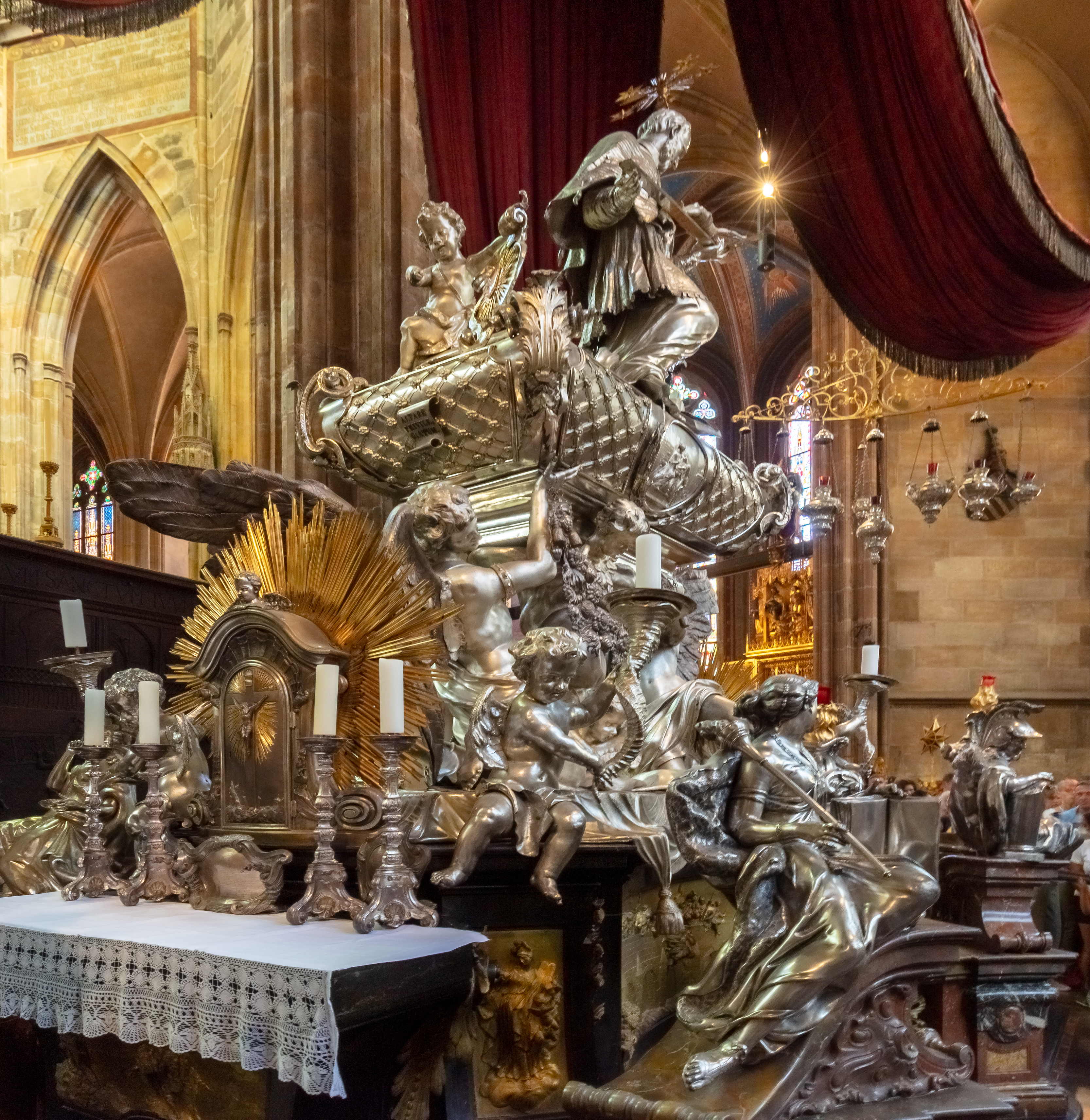
Tumba de San Juan Nepomuceno.

Fue diseñado por Benedikt Ried en 1493 por orden de Ladislao Jagellon. Es una de las obras del gótico flamenco más importantes de la Catedral de San Vito. Se pueden apreciar los escudos y las armas de los Estados sometidos por Ladislao Jagellon.

### Capilla de San Wenceslao
Es una de las estancias más importantes de la catedral. Es de estilo gótico y fue construida entre los años 1362 y 1367, año en que fue consagrada en presencia de Carlos IV de Bohemia. Es obra de Peter Parler y se encuentra situada en el mismo lugar en el que se encontraba la Rotonda de San Vito, donde fue ejecutado San Wenceslao. Las pinturas de los murales datan de 1509. En la parte superior se pueden ver las imágenes de la vida de San Wenceslao. Debajo del altar se encuentra la tumba del santo (construida en oro y piedras preciosas) donde fue enterrado por orden de Boleslav I de Bohemia.

### Joyas de la Corona Checa
Se accede por la capilla de San Wenceslao donde, antiguamente, se encontraba la sacristía de la Capilla (hoy denominada Cámara de la Corona). Se precisan siete llaves diferentes para poder entrar en la estancia que las custodia desde 1791. Muy pocas veces se exponen al público.
Las Joyas de la Corona simbolizan la soberanía de los reyes de Bohemia y el pasado monárquico de la República Checa. La más antigua es la Corona de San Wenceslao, confeccionada para la coronación de Carlos IV y Blanca de Valois como reyes de Bohemia sucedida el 2 de septiembre de 1347. La corona fue dada como ofrenda a San Wenceslao (de aquí su nombre). El diseño de la Corona, con cuatro grandes flores de lis en la diadema que se cierra con dos arcos y una cruz parisina, se inspiró en la insignia real de la Casa de los Premislites, así como el de la corona de los reyes de Francia. La corona es de oro y está decorada con piedras preciosas; se guarda en un estuche de cuero con el escudo del rey Carlos IV, el águila imperial y el escudo de la República.
La Cruz de la Coronación fue traída del Castillo de Karlstein. Es de oro y piedras preciosas y, además, contiene fragmentos de la Corona de Espinas de Jesucristo. Otra de las piezas de importancia es la espada de San Wenceslao, documentada, por primera vez, en 1333; y el cetro real que se empezó a utilizar a partir de la coronación de los reyes de la Casa de Habsburgo, reyes de Bohemia desde 1526.

### Tesoro de la Catedral
El tesoro tiene su origen en el reinado de San Wenceslao. Este rey se sometió a Enrique I que le regaló un brazo de San Vito. Carlos IV gran coleccionista de reliquias religiosas, amplió el tesoro. Anualmente el tesoro se exponía en la Plaza Carlos de Praga a la que acudían numerosos peregrinos. En la época husita se perdió la tradición y parte del tesoro que no se recuperó hasta el reinado de Vladislav Jagellon y la vuelta a la catolicidad de la República tras la derrota de este en la batalla de la Montaña Blanca de 1620. En 1645 la colección se amplió con el tesoro del Castillo del Karlstein y en 1782 con las del Convento de San José de Praga.

### Biblioteca capitular
Forma parte del Tesoro de la Catedral. Consta de 125 manuscritos ilustrados, incluido un fragmento del Evangelio según San Marcos del siglo VI autografiado por Carlos IV; y con un misal del obispo de Olomouc, Juan de Nepomuceno.

### Vitrales
Los vitrales son de la época de la Primera República Checoslovaca por lo que, parte de su significado religioso contiene un importante simbolismo del Estado Checoslovaco que, por aquel entonces, acababa de independizarse del Imperio austrohúngaro. Después de obtener su financiación por parte de la burguesía checoslovaca, se recurrió a los principales maestros cristaleros de Bohemia que estaban profundamente influenciados por Josef Cibulka. La mayoría de los vitrales se deben a Frantisek Kysela y a sus alumnos de la Escuela de Artes Decorativas de Praga, entre los que destacan Cyril Bouda y Karel Svolinsky. Sobresalientes son los vitrales del presbiterio y los de la Puerta Dorada que representan el Juicio Final con referencias a la historia checa obras de Max Svabinsky.
Una de las vidrieras, en la zona izquierda, está hecha por Alfons Mucha, se nota el estilo propio del artista y la diferencia respecto al resto de ella.
Son consideradas por muchos expertos como las segundas mejores vidrieras de Europa, por detrás de las de la catedral de León (España).

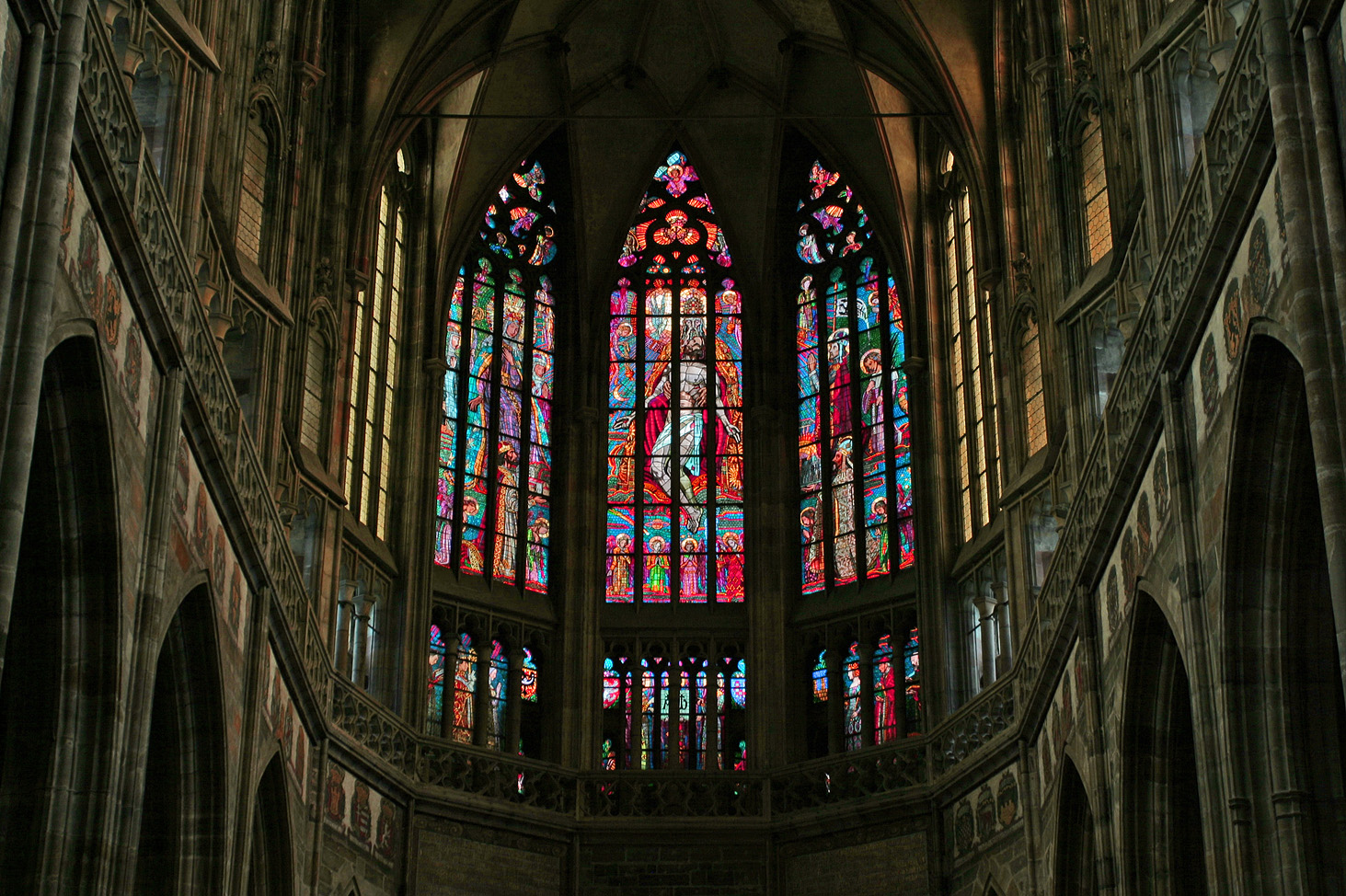
Vitral de la catedral de San Vito.
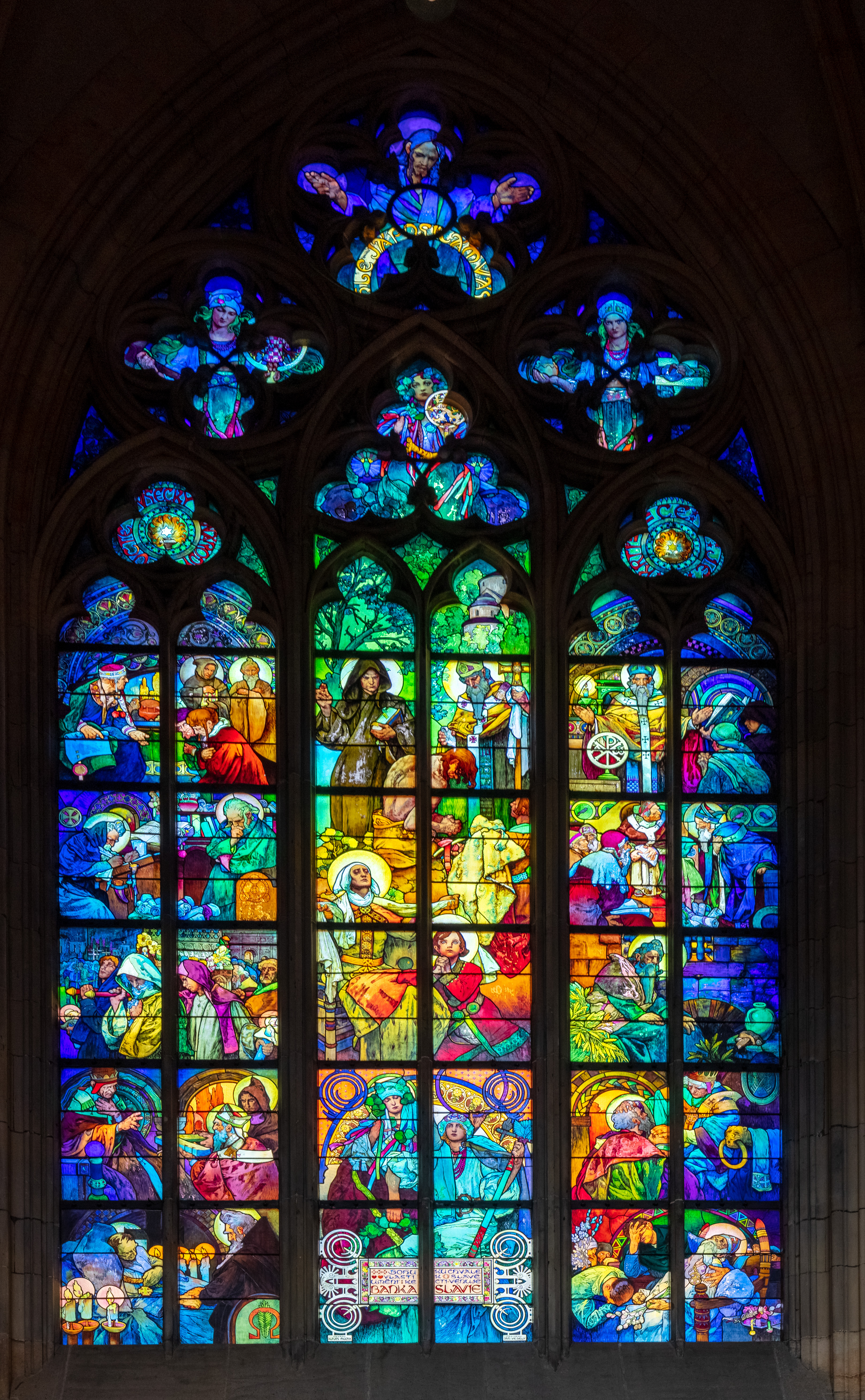
Vitral de Alfons Mucha.
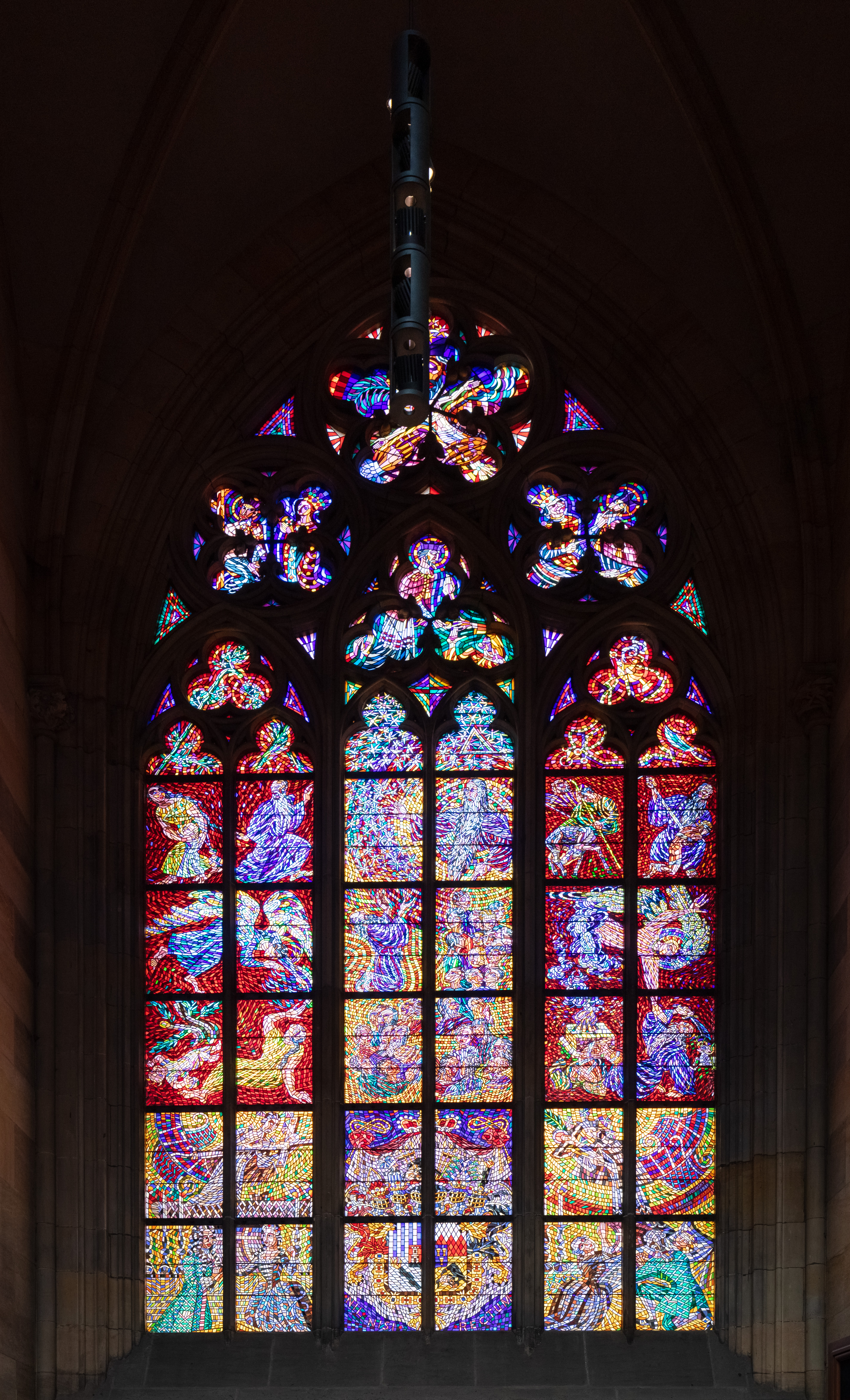
Capilla Schwarzenberg.
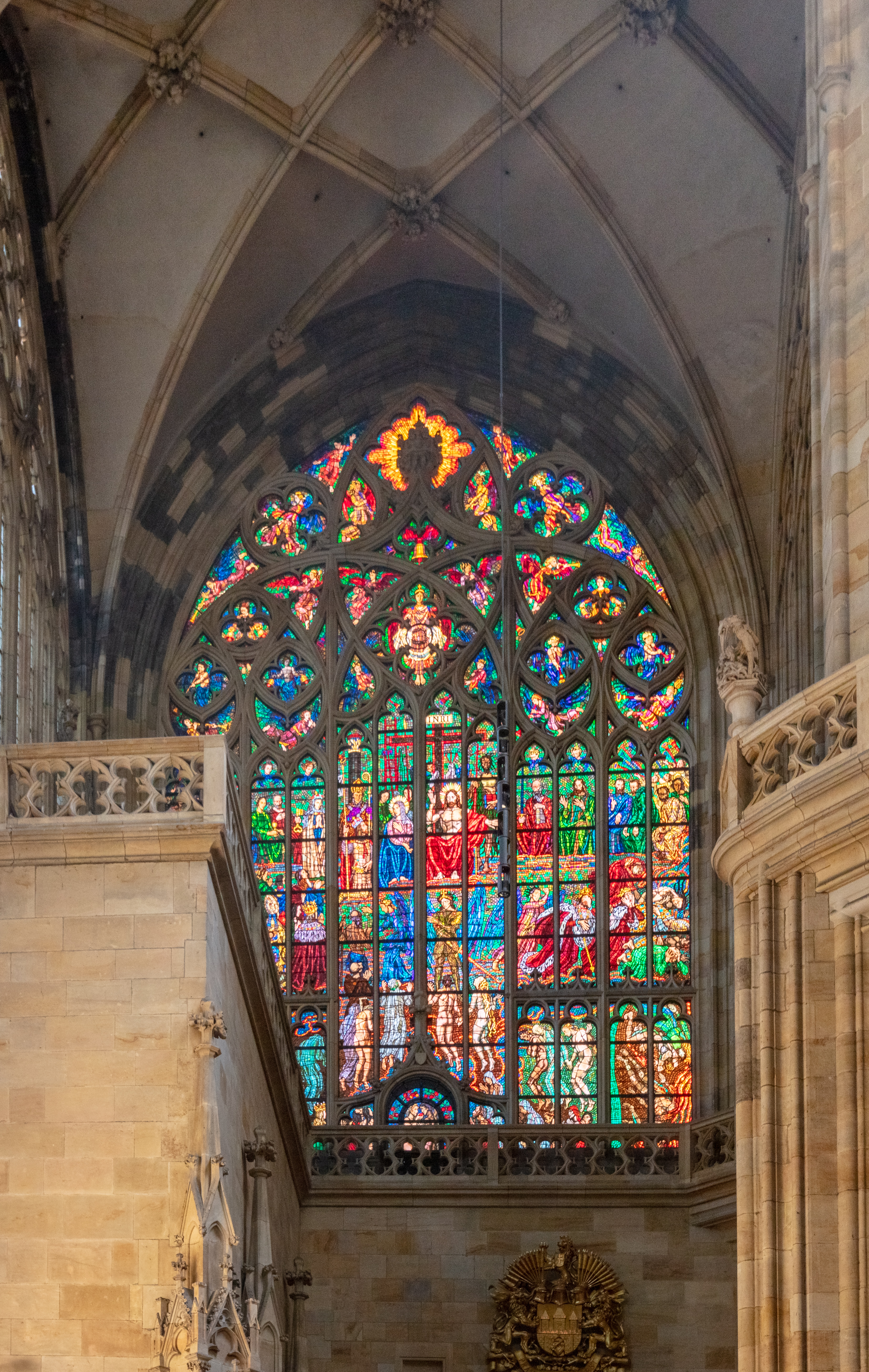
Vitral del Juicio Final.
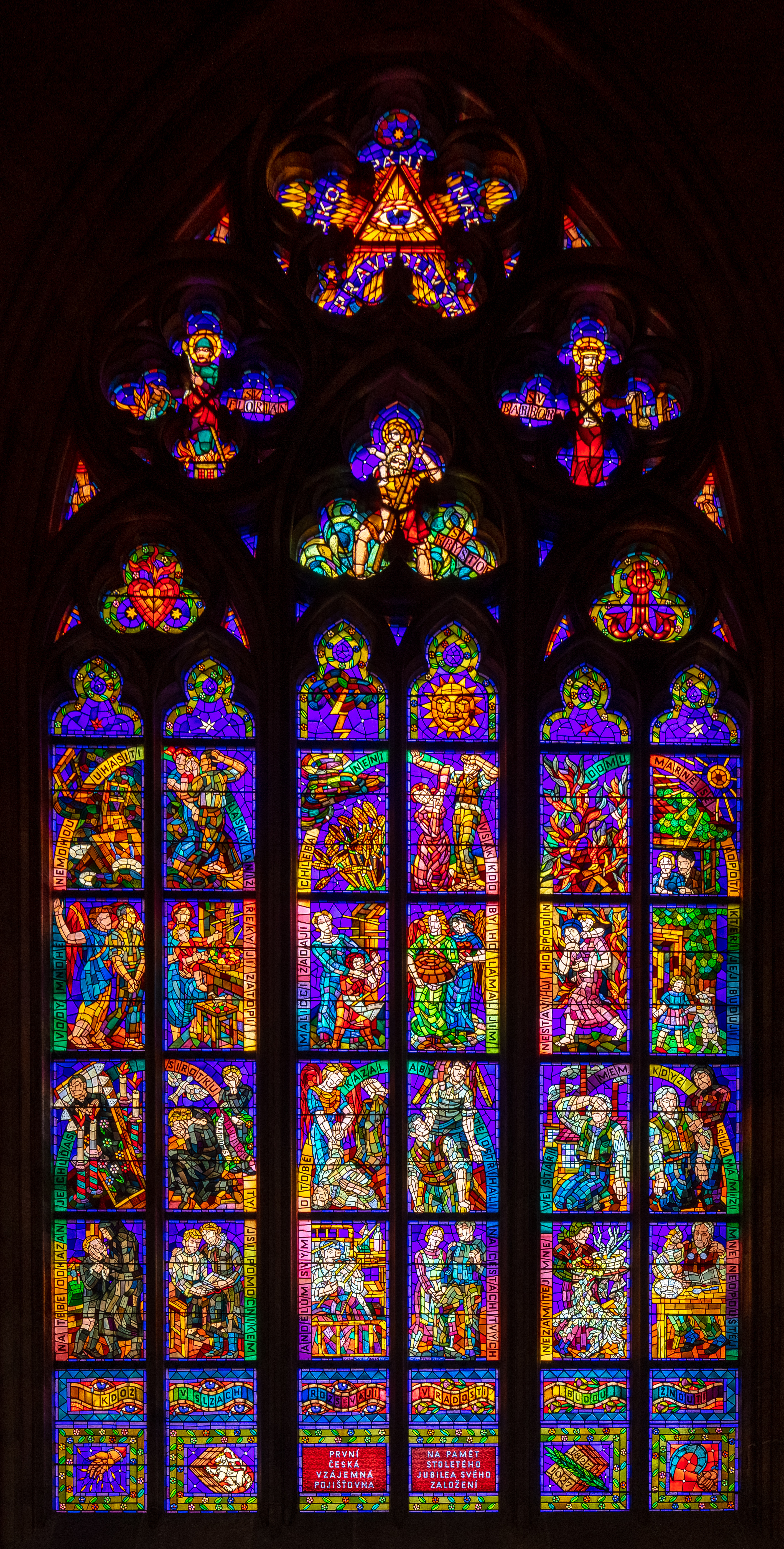
Capilla Thun.
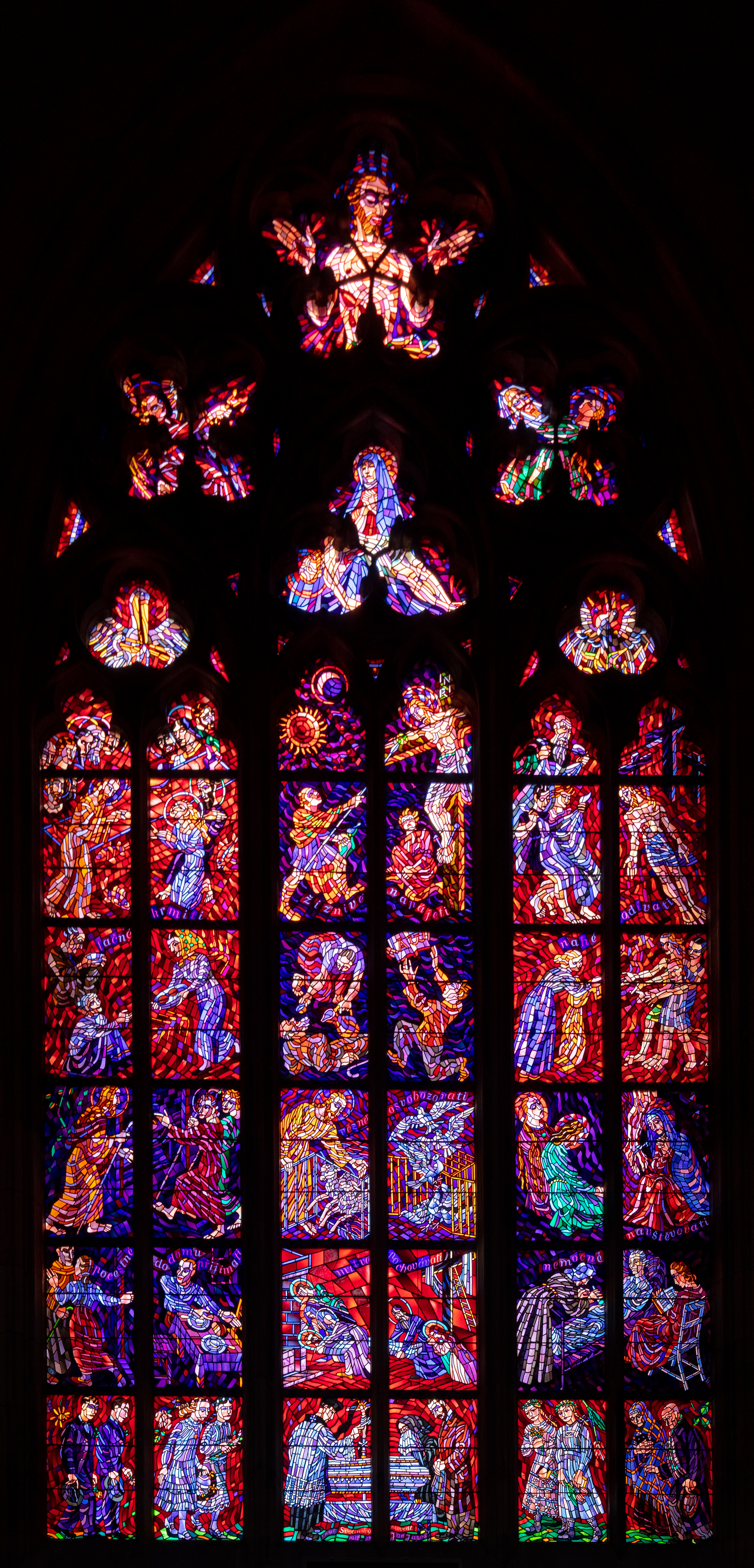
Capilla del Santo Sepulcro.
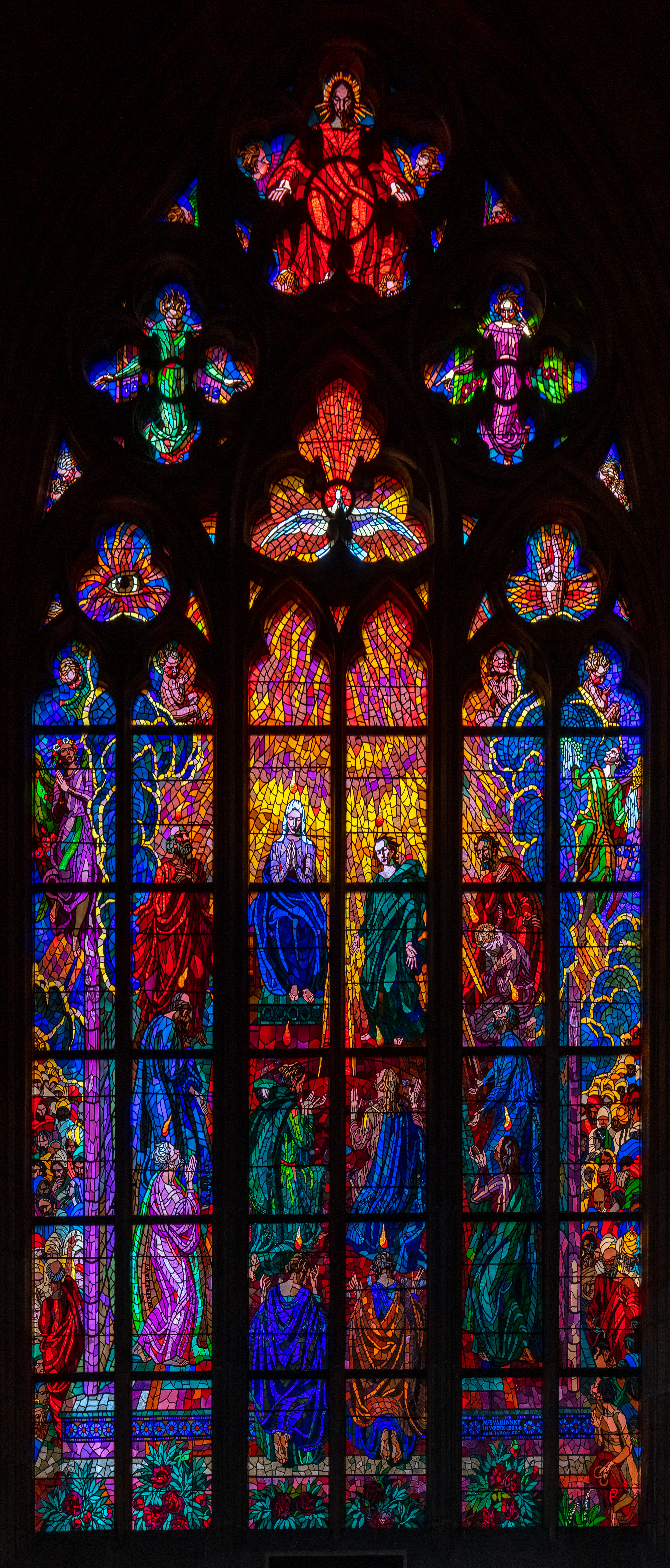
Vitral de Pentecostés.
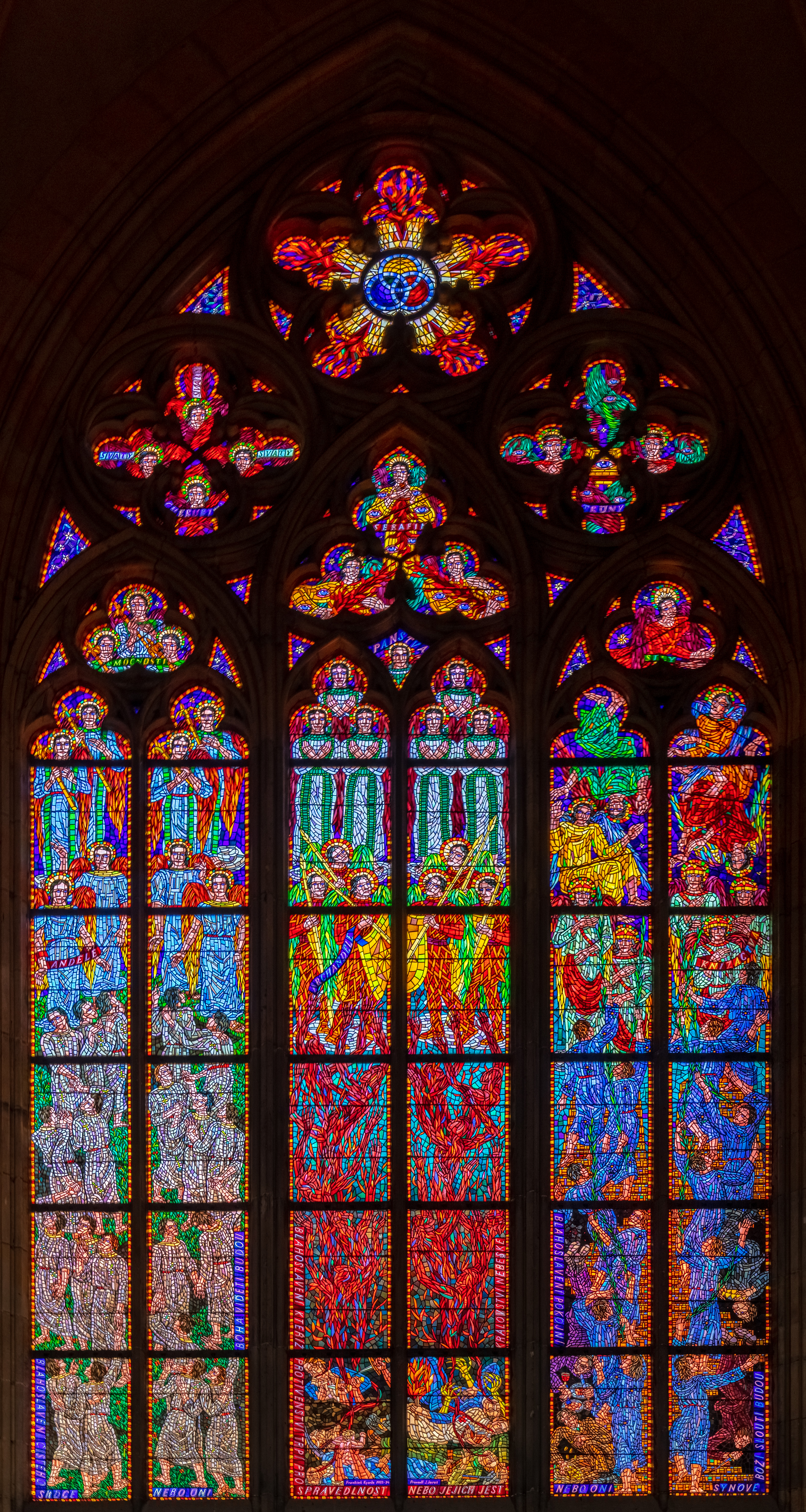
Vitral de la Bienaventuranza.